# Vencedores do Prêmio Brasil Olímpico de 2000
O Prêmio Brasil Olímpico de 2000 foi a segunda edição da premiação dada pelo Comitê Olímpico Brasileiro aos melhores atletas do ano. Foram entregues prêmios aos melhores atletas de 37 modalidades, além do prêmio de Melhor Atleta do Ano para um homem e uma mulher.

## Vencedores por modalidade
| - Atletismo: Claudinei Quirino - Badminton: Guilherme Pardo - Basquete: Janeth Arcain - Beisebol: Daniel Matsumoto - Boxe: Kélson Carlos - Canoagem Slalom: Cássio Petry - Canoagem Velocidade: Sebástian Cuattrin - Ciclismo Estrada: Murilo Antoniobil Fischer - Ciclismo Mountain Bike: Renato Martins Seabra - Esgrima: Marco Antonio Martins - Esqui: Riccardo Moruzzi - Futebol: Kátia Cilene - Ginástica Artítica: Daniele Hypólito - Ginástica Rítmica Desportiva: Alessandra Ferezin Guidugli - Handebol: Maria José Batista de Sales - Hipismo Saltos: Rodrigo Pessoa - Hipismo CCE: Vicente Araújo Neto - Hipismo Adestramento: Jorge Ferreira da Rocha - Judô: Tiago Camilo | - Levantamento de Peso: Maria Elizabete Jorge - Luta: Mario Carlos Miranda - Natação: Edvaldo Valério - Natação Sincronizada: Carolina Moraes - Pentatlo Moderno: Nilton Gomes Rolim Filho - Pólo Aquático: Ricardo Perrone - Remo: Anderson Nocetti - Saltos Ornamentais: Cassius Duran - Softbol: Marianna Satie - Taekwondo: Carmen Carolina - Tênis: Gustavo Kuerten - Tênis de Mesa: Hugo Hoyama - Tiro Esportivo: Luiz Carlos Graça - Tiro com Arco: Leonardo Lacerda de Carvalho - Triatlo: Sandra Soldan - Vela: Robert Scheidt - Vôlei: Leila Barros - Vôlei de Praia: Shelda Bede |

## Melhores atletas do ano
- Masculino: Gustavo Kuerten
- Feminino: Leila Barros